# Seznam gvatemalskih politikov
Seznam gvatemalskih politikov.

## A
Jorge Briz Abularach - Alejandro Maldonado Aguirre - Bernardo Arévalo - Juan José Arévalo

## B
José Francisco Barrundia - 

## C
Rafael Carrera - Emilio Arenales Catalán - Vinicio Cerezo - Álvaro Colom - Otilia Lux de Cotí -

## G
Alejandro Giammattei - Ángel Aníbal Guevara - 

## M
Efraín Ríos Montt - Jimmy Morales -
José Batres Montúfar -

## O
Gabriel Orellana - Carlos Manuel Arana Osorio -

## S
Zury Ríos Sosa - Eduardo Stein - 

## Z
José Rubén Zamora - 